# Prva crnogorska fudbalska liga 2009-2010
La Prva crnogorska fudbalska liga 2009-2010 (prima lega calcistica montenegrina 2009-2010), conosciuta anche come T-Com 1.CFL 2009-2010 per ragioni di sponsorizzazione, è stata la 6ª edizione di questa competizione, la 4ª come prima divisione del Montenegro indipendente. La vittoria finale è stata appannaggio del Rudar Pljevlja, al suo 1º titolo.
Capocannoniere del torneo fu Ivan Bošković (Grbalj), con 28 reti.

## Novità
Il Berane, a seguito della vittoria nella seconda divisione 2008-2009, è stato promosso di diritto, prendendo il posto degli ultimi classificati Jedinstvo Bijelo Polje.

L'altra promossa è il Mornar, vittoriosa dello spareggio contro lo Jezero (a sua volta retrocesso). L'altro spareggio prevedeva lo scontro fra il Dečić e il Mladost Podgorica: i primi ebbero la meglio riuscendo così a mantenere la categoria, mentre i secondi sono costretti ad una nuova stagione nella seconda divisione.

## Formula
In stagione le squadre partecipanti furono 12 : 10 che mantennero la categoria dalla stagione precedente e 2 promosse dalla seconda divisione.
Le 12 squadre disputarono un girone andata-ritorno; al termine delle 22 giornate ne disputarono ancora 11 secondo uno schema prefissato (totale 33 giornate), al termine di queste l'ultima fu retrocessa, mentre la penultima e la terzultima disputarono i play-out contro la seconda e terza classificata della Druga crnogorska fudbalska liga 2009-2010.
Le squadre qualificate alle coppe europee furono quattro: La squadra campione si qualificò alla UEFA Champions League 2010-2011, la seconda e la terza alla UEFA Europa League 2010-2011. La squadra vincitrice della coppa del Montenegro fu anch'essa qualificata alla UEFA Europa League.

## Squadre
| Squadra   | Città               | Stadio                  | Stagione 2008-09 |
| --------- | ------------------- | ----------------------- | ---------------- |
| Mogren    | Budua               | Stadion Lugovi          | Campione         |
| Budućnost | Podgorica           | Stadion Pod Goricom     | 2º               |
| Sutjeska  | Nikšić              | Stadion kraj Bistrice   | 3º               |
| Grbalj    | Radanovići, Cattaro | Stadion u Radanovićima  | 4º               |
| Rudar     | Pljevlja            | Gradski stadion         | 5º               |
| Petrovac  | Castellastua        | Stadion pod Malim Brdom | 6º               |
| Lovćen    | Cettigne            | Stadion Obilića Poljana | 7º               |
| Kom       | Podgorica           | Stadion Zlatica         | 8º               |
| Zeta      | Golubovci           | Stadion Trešnjica       | 9º               |
| Dečić     | Tuzi                | Stadion Tuško Polje     | 11º              |
| Berane    | Berane              | Gradski stadion         | 1º in Druga liga |
| Mornar    | Antivari            | Stadion Topolica        | 3º in Druga liga |

## Classifica
|       | Pos. | Squadra        | Pt | G  | V  | N  | P  | GF | GS | DR  |
| ----- | ---- | -------------- | -- | -- | -- | -- | -- | -- | -- | --- |
| [ 1 ] | 1.   | Rudar Pljevlja | 71 | 33 | 22 | 5  | 6  | 56 | 26 | +30 |
|       | 2.   | Budućnost      | 69 | 33 | 21 | 6  | 6  | 67 | 35 | +22 |
|       | 3.   | Mogren         | 57 | 33 | 16 | 9  | 8  | 49 | 34 | +15 |
|       | 4.   | Zeta           | 54 | 33 | 16 | 6  | 11 | 42 | 34 | +8  |
|       | 5.   | Grbalj         | 53 | 33 | 15 | 8  | 10 | 66 | 42 | +24 |
|       | 6.   | Lovćen         | 49 | 33 | 14 | 7  | 12 | 31 | 38 | −7  |
|       | 7.   | Sutjeska       | 40 | 33 | 11 | 7  | 15 | 33 | 36 | −3  |
|       | 8.   | Dečić          | 38 | 33 | 9  | 11 | 13 | 28 | 34 | −6  |
|       | 9.   | Petrovac       | 36 | 33 | 10 | 6  | 17 | 38 | 49 | −11 |
|       | 10.  | Mornar (−1)    | 34 | 33 | 9  | 8  | 16 | 29 | 49 | −20 |
|       | 11.  | Berane         | 33 | 33 | 9  | 6  | 18 | 29 | 48 | −19 |
|       | 12.  | Kom            | 18 | 33 | 5  | 3  | 25 | 16 | 59 | −43 |

Legenda:
      Campione di Montenegro e ammessa alla UEFA Champions League 2010-2011.
      Ammesse alla UEFA Europa League 2010-2011.
  Partecipa ai play-out.
      Retrocesse in Druga crnogorska fudbalska liga 2010-2011.
Regolamento:
Tre punti a vittoria, uno a pareggio, zero a sconfitta.
Note:
Mornar penalizzato di 1 punto per aver utilizzato un giocatore squalificato nella gara contro il Kom.

## Risultati
|           | Ber     | Bud     | Deč     | Lov     | Grb     | Kom      | Mog     | Mor     | Pet     | Rud     | Sut     | Zet     |
| --------- | ------- | ------- | ------- | ------- | ------- | -------- | ------- | ------- | ------- | ------- | ------- | ------- |
| Berane    |         | 1–3     | 1–0 1–1 | 1–2 1–0 | 2–2     | 3–0      | 0–0     | 1–2     | 1–1 0–1 | 0–1 2–0 | 2–1     | 1–2 0–1 |
| Budućnost | 2–1 2–0 |         | 2–1 1–1 | 3–1 4–0 | 4–1     | 3–0 3–1  | 1–2     | 0–2 4–0 | 3–2     | 0–0     | 2–1     | 4–2 3–1 |
| Dečić     | 2–1     | 0–1     |         | 2–1 0–1 | 1–3     | 2–1      | 1–1     | 0–0     | 0–0 2–3 | 0–1 2–2 | 0–0 1–0 | 0–2 2–1 |
| Lovćen    | 2–1     | 1–2     | 1–1     |         | 0–0 2–1 | 1–0 2–1  | 0–0     | 1–0     | 1–0 1–0 | 0–3 0–3 | 0–0 3–2 | 2–1 1–0 |
| Grbalj    | 5–0 5–0 | 0–4 1–1 | 0–0 1–0 | 4–0     |         | 1–0 11–0 | 2–4 3–5 | 2–0 3–1 | 2–0     | 4–2     | 0–0     | 0–2     |
| Kom       | 2–3 0–0 | 0–1     | 0–1 1–0 | 0–0     | 1–0     |          | 0–2     | 0–2 1–1 | 1–2 0–2 | 0–2     | 1–0 0–1 | 1–0     |
| Mogren    | 4–0 2–0 | 0–0 2–2 | 0–2 1–0 | 1–3 1–0 | 0–2     | 3–1 2–1  |         | 4–0 0–0 | 1–1     | 0–0     | 4–0     | 0–0     |
| Mornar    | 0–2 2–1 | 2–3     | 0–0 2–0 | 1–1 1–0 | 3–3     | 0–3      | 1–2     |         | 1–3     | 0–1 2–1 | 1–0     | 0–0 0–0 |
| Petrovac  | 1–2     | 1–1 1–2 | 1–3     | 0–2     | 0–2 1–2 | 2–0      | 1–2 1–2 | 4–2 3–1 |         | 0–4     | 1–0 2–1 | 0–1     |
| Rudar     | 1–0     | 1–0 2–1 | 1–1     | 0–1     | 1–0 3–0 | 1–0 3–0  | 2–0 3–1 | 1–0     | 3–1 2–2 |         | 3–1 2–0 | 2–4     |
| Sutjeska  | 1–0 0–0 | 3–1 2–0 | 2–0     | 1–1     | 2–2 0–2 | 1–0      | 4–0 2–0 | 1–2 3–0 | 1–0     | 1–2     |         | 2–1     |
| Zeta      | 1–0     | 2–4     | 2–1     | 2–1     | 1–0 2–2 | 2–0 2–0  | 0–3 1–0 | 1–0     | 2–0 1–1 | 0–1 3–2 | 3–0 0–0 |         |

## Spareggi
Berane e Mornar (penultimo e terzultimo in prima divisione) sfidano OFK Bar e Bratstvo (secondo e terzo in seconda divisione) per due posti in Prva crnogorska fudbalska liga 2010-2011.
| Squadra 1                            | Totale          | Squadra 2 | Andata     | Ritorno    |
| ------------------------------------ | --------------- | --------- | ---------- | ---------- |
|                                      |                 |           | 02.06.2010 | 06.06.2010 |
| OFK Bar                              | 2 – 2 (5-4 dtr) | Berane    | 1 – 1      | 1 – 1      |
| Bratstvo                             | 1 – 3           | Mornar    | 0 – 1      | 1 – 2      |
| OFK Bar promosso, Berane retrocesso. |                 |           |            |            |

## Marcatori
| Gol |  |  | Giocatore          | Squadra        |
| --- |  |  | ------------------ | -------------- |
| 28  |  |  | Ivan Bošković      | Grbalj         |
| 19  |  |  | Predrag Ranđelović | Rudar Pljevlja |
| 17  |  |  | Ivan Vuković       | Budućnost      |
| 16  |  |  | Vladimir Gluščević | Mogren         |
| 12  |  |  | Božo Milić         | Mogren         |
| 11  |  |  | Žarko Korać        | Zeta           |
| 10  |  |  | Fatos Bećiraj      | Buducnost      |
| 9   |  |  | Marko Lalević      | Berane         |
| 9   |  |  | Igor Matić         | Grbalj         |
| 7   |  |  | Marko Đurović      | Lovćen         |
| 7   |  |  | Ivan Jablan        | Lovćen         |
| 7   |  |  | Milos Djalac       | Mornar         |